# Maximilian Ferdinand Wocke
Maximilian Ferdinand Wocke, född den 27 november 1820  i  Wrocław (Breslau), Polen, i dåvarande Tyskland, död den 7 november 1906, var en tysk entomolog, som specialiserade sig på fjärilar. Han tjänstgjorde som apotekare och läkare.
Wocke utkom tillsammans med kollegan Otto Staudinger med två stora verk om fjärilar i Europa.